# Ascanio Villalaz Paz
Ascanio Villalaz Paz (Ciudad de Panamá, 2 de abril de 1943 - Ciudad de Panamá, 7 de abril de 1981) fue un ingeniero y dirigente político panameño, uno de los principales fundadores del Partido Revolucionario Democrático (PRD) y amigo cercano del líder militar Omar Torrijos Herrera.

## Biografía
Nació y pasó su juventud en el barrio de Santa Ana, siendo sus padres Jorge Villalaz y Evelia Paz de Villalaz. Realizó sus estudios primarios en la Escuela Justo Arosemena y los secundarios en el Instituto Nacional de Panamá.
Durante su estancia en el Instituto Nacional se inició como dirigente estudiantil, y a los 16 años fue electo Secretario General de la Asociación Federada del Nido de Águilas, siendo parte de la Federación de Estudiantes de Panamá (FEP). Presidió la Sociedad de Graduandos del colegio durante el período 1961-1962 y fundó el grupo Juventud Progresista Institutora, siendo uno de los que participó en los sucesos del 9 de enero de 1964.
Ingresó a la Universidad de Panamá donde obtuvo el título de ingeniería civil en 1967. Dentro de esta fase se involucró como miembro del Frente de Reforma Universitario y comenzó a participar en diversas protestas sociales. Fue electo representante estudiantil en la Junta Administrativa y en el Consejo General Universitario de la Universidad de Panamá y fue presidente de la Unión de Estudiantes Universitarios en el período 1966-1967.
Como dirigente estudiantil, rechazó los intentos del gobierno panameño en negociar con Estados Unidos un nuevo tratado para el canal de Panamá, conocidos popularmente como el proyecto de "tratados 3 en 1", pactado en junio de 1967. Las protestas ocasionaron el asesinato de Juan Navas Pájaro, un dirigente del FEP, y amplia represión policial en las ciudades de Panamá y Colón, incluyendo el arresto de estudiantes, obreros, maestros, profesionales y otros. Villalaz quedó bajo arresto junto con otros dirigentes estudiantiles y luego fue exiliado junto con su familia.
En 1967 representó a Panamá en la Unión Internacional de Estudiantes, ubicado en Praga, y a finales de ese mismo año fue nombrado vicepresidente del organismo. También fue miembro de la Organización Continental Latinoamericana y Caribeña de Estudiantes y otras organizaciones estudiantiles de corte antiimperialista y antifascista. Mantuvo un apoyo solidario en diversas luchas populares en América Latina, en las antiguas colonias portuguesas en África, en Vietnam y contra las dictaduras militares en Sudamérica.
Regresó a Panamá tras el golpe de Estado de 1968 dirigido por Omar Torrijos Herrera y en 1971 fue nombrado por Torrijos como contraparte panameña de la empresa yugoslava Energoprojekt, para la construcción de la central hidroeléctrica que represó el río Bayano y que póstumamente recibió su nombre. Posteriormente fue designado Planificador Regional del Area Oriental de Panamá y se crearía el Proyecto de Desarrollo Integral del Bayano. Luego fue nombrado subdirector del Instituto de Recursos Hidráulicos y Electrificación (IRHE), donde organizó y ejecutó el Plan Maestro de Desarrollo de Electrificación, que se extendería por todo el país.
Su amistad con Omar Torrijos lo acercó en la creación y organización del Partido Revolucionario Democrático (PRD) en 1979 y buscó conformar el proceso político que sería conocido posteriormente como "torrijismo". Villalaz fungió como subsecretario general del PRD hasta su repentino fallecimiento en 1981 debido a un aneurisma.
Póstumamente recibió su nombre a la gran represa hidroeléctrica del río Bayano, así como a la principal avenida que recorre la zona de Altos de Curundú (antigua Zona del Canal). Adicionalmente, la escuela de formación política del PRD tiene su nombre.